# كارلوس فرنانديز (لاعب كرة قدم)
كارلوس فرنانديز (بالإسبانية: Carlos Fernández Maldonado)‏ (1 نوفمبر 1984 بليما في بيرو - ) هو لاعب كرة قدم بيروفي في مركز الوسط. شارك مع منتخب بيرو لكرة القدم. أما مع النوادي، فقد لعب مع أليانزا ليما وسيينسيانو وAlianza Atlético ‏ وإستيودانتس دي مديسيني ‏ وClub Deportivo Universidad de San Martín de Porres ‏.

## وصلات خارجية
- كارلوس فرنانديز على موقع قاعدة بيانات كرة القدم.إي يو (الإنجليزية)
- كارلوس فرنانديز على موقع ناشيونال فوتبول تيمز (الإنجليزية)
- كارلوس فرنانديز على موقع Soccerway.com (الإنجليزية)